# Summer Son
Summer Son es una canción de la banda escocesa Texas, lanzada como segundo sencillo de su quinto álbum de estudio, The Hush. La canción se publicó en Europa el 9 de agosto de 1999 y en el Reino Unido días más tarde, el 16 de agosto, alcanzando el número cinco en la lista de sencillos del Reino Unido. En Europa continental, se convirtió en uno de los mayores éxitos de la banda, alcanzando el top cinco en Austria, Finlandia, Francia, Alemania, Grecia, Hungría, Suiza y Bélgica (en la región de Valonia). Ha recibido certificaciones de oro en Bélgica y Alemania y una certificación de plata en el Reino Unido.
Ha aparecido en tres de sus álbumes recopilatorios: The Greatest Hits (2000), Texas 25 (2015) y The Very Best of 1989–2023 (2023).

## Recepción de la crítica
J. D. Considine, de The Baltimore Sun, señaló que la banda infunde a la canción «una melancolía al estilo de ABBA». Howard Cohen, de The Miami Herald, dijo que hacen «una mezcla de Garbage y ABBA», y la eligió como «la canción más pegadiza de este CD». Stephen Dalton, de NME, escribió que «estas 12 canciones cumplen su función de relajar los oídos con una eficacia implacable», y destacó el «retro-disco con toques de ABBA» de Summer Son».
Un crítico de Sunday Mercury afirmó que «el nuevo single de Texas es una gran muestra de pop escocés. Con su estribillo de campanas tubulares, su riff pegadizo y la voz susurrante de Sharleen, es uno de los mejores singles de las últimas semanas y merece entrar directamente en el top 10». El rotativo irlandés Sunday Tribune elogió su título como «realmente ingenioso, porque se llama Summer Son y ella habla de un chico, pero suena un poco como Summer Sun». El periódico australiano The Sydney Morning Herald lo consideró «enormemente contagioso».

## Vídeo musical
Se realizó un vídeo musical para acompañar la canción. En él aparece la vocalista del grupo, Sharleen Spiteri, retorciéndose con un modelo masculino muy atractivo en una cama. El vídeo fue prohibido en la televisión diurna, ya que se consideró demasiado provocativo.

## Posición en listas
| Listas (1999)                       | Posición más alta |
| ----------------------------------- | ----------------- |
| Alemania (GfK)                      | 3                 |
| Australia (ARIA)                    | 95                |
| Austria (Ö3 Austria Top 40)         | 3                 |
| Bélgica (Ultratop - Flandes)        | 14                |
| Bélgica (Ultratop - Valonia)        | 4                 |
| Croacia (HRT)                       | 6                 |
| Dinamarca (IFPI)                    | 10                |
| Escocia (Official Charts)           | 3                 |
| España (Promusicae)                 | 8                 |
| Finlandia (Suomen virallinen lista) | 3                 |
| Francia (SNEP)                      | 4                 |
| Grecia (IFPI)                       | 3                 |
| Hungría (Mahasz)                    | 4                 |
| Irlanda (IRMA)                      | 18                |
| Islandia (Íslenski listinn)         | 17                |
| Italia (Musica e dischi)            | 39                |
| Noruega (VG-lista)                  | 15                |
| Países Bajos (Single Top 100)       | 63                |
| Reino Unido (UK Singles Chart)      | 5                 |
| Suecia (Sverigetopplistan)          | 31                |
| Suiza (Schweizer Hitparade)         | 3                 |